# Saint-Lazare-de-Bellechasse
Saint-Lazare-de-Bellechasse, también conocido antes como Saint-Lazare, es un municipio perteneciente a la provincia de Quebec en Canadá. Es la sede del municipio regional de condado (MRC) de Bellechasse en la región administrativa de Chaudière-Appalaches.

## Geografía
Saint-Lazare-de-Bellechasse stá ubicado en el centro del MRC. Limita al nortese con Saint-Nérée-de-Bellechasse, al este con Saint-Damien-de-Buckland, al sureste con Saint-Malachie, al suroeste con Sainte-Claire, al oeste con Honfleur y al noroeste con Saint-Gervais. Su superficie total es de 85,95 km², de los cuales 85,66 km² son tierra firme. El lago Chabot, al borde de Saint-Nérée, es un importante estanque del territorio.

## Urbanismo
La carretera 279, que atraviesa el territorio y el pueblo Saint-Lazare-de-Bellechasse, va a Saint-Gervais y Beaumont al noroeste y a Saint-Damien-de-Buckland al sureste.

## Historia
El territorio de Saint-Lazare se encuentra en el antiguo  señorío de Livaudière, en Nueva Francia. Este señorío fue más tarde llamado Saint-Lazare, honrando Lazare Buteau (1749-1830), comerciante de madera y mayor. La parroquia católica de Saint-Lazare fue creada en 1832. La oficina de correos de Saint-Lazare, abierta en 1855, fue renombrada Saint-Lazare-de-Bellechasse en 1879. En 1994, el municipio tomó el nombre de Saint-Lazare-de-Bellechasse.

## Política
Saint-Lazare-de-Bellechasse está incluso en el MRC de Bellechasse. El consejo municipal comprende, en más del alcalde, seis consejeros sin división territorial. El alcalde actual (2015) es Martin J. Côté, después de al menos 2005.
|            | 2005-2009                                                                                 | 2009-2013                                                                                          | 2013-2017                                                                                   |
| Alcalde    | Martin J. Côté                                                                            | Martin J. Côté                                                                                     | Martin J. Côté                                                                              |
| Consejeros | Hélène Bourbonnais Alain Chabot Simon Goupil Fernand Labbé Martial Labonté Michel Lemelin | Roger Bélanger Hélène Bourbonnais Martial Labonté Annie Larochelle Stéphane Leblond Michel Lemelin | Roger Bélanger Frédéric Bonin Michel Labbé Annie Larochelle Stéphane Leblond Michel Lemelin |

* Al inicio del termo pero no al fin.  ** Al fin del termo pero no al inicio. 
El municipio está ubicado en la circunscripción electoral de Bellechasse a nivel provincial y de Lévis-Bellechasse a nivel federal.

## Demografía
Según el censo de Canadá de 2011, Saint-Lazare-de-Bellechasse contaba con 1172 habitantes. La densidad de población estaba de 13,6 hab./km². Entre 2006 y 2011 hubo una adición de 17 habitantes (1,5 %). En 2011, el número total de inmuebles particulares era de 522, de los que 477 estaban ocupados por residentes habituales, otros siendo en mayor parte residencias secundarias.
Evolución de la población total, 1991-2015

## Economía
La industria láctea y la fabricación de puertas y ventanas son las principales actividades económicas locales. Hay 40 empresas en Saint-Lazare-de-Bellechasse.